# Philippe Díaz
Pour les articles homonymes, voir Philippe Diaz (écrivain, 1969) et Diaz.
Philippe Díaz est un réalisateur, scénariste et producteur français né à Paris.

## Biographie
Après des études de philosophie à la Sorbonne, Philippe Díaz se lance dès 1980 dans la réalisation de plusieurs courts-métrages documentaires, notamment pour des entreprises. À partir de 1985, c'est en tant que producteur délégué et aussi à travers sa société de production Films Plain Chant, qu'il commence sa carrière avec, notamment, Havre, Rue du Départ ou Mauvais sang. 
Diaz ajoute une section distribution à sa compagnie de production, pour se spécialiser dans les longs métrages "d’auteurs" tels que Bless Their Little Hearts de Billy Woodberry (en), et Candy Mountain du photographe américain Robert Frank, également produit par Diaz, avec Tom Waits et Kevin J. O’Connor. Ce film lance Diaz dans la production internationale.
En 1989, il produit le quatrième long métrage Pierre et Djemila de Gérard Blain qui est en compétition officielle au Festival de Cannes.
Continuant sa recherche de nouveaux talents, Diaz produit La Nuit Bengali (tourné en anglais en Inde) qui lance la carrière du réalisateur Nicolas Klotz et de Hugh Grant. Ce film marque le début d’une collaboration entre Diaz et les studios américains, en particulier Columbia Pictures. Ce film marque également l’ouverture de sa première compagnie de production aux États-Unis. Peu après, New Line Cinema contacte Diaz pour cofinancer et produire L’affaire Walraff, un thriller politique avec Jurgen Prochnow et Peter Coyote. 
En 1991 Diaz s'installe à Los Angeles où il continue de produire des films à caractère social et politique. Durant la deuxième moitié des années 1990, il s'efforce de porter auprès des publics américains de nombreux films français. Avec Heavy Metal 2000, il élargit sa connaissance de la production dans l’animation et également sa collaboration avec Columbia. 
En 2003, en partenariat avec des associés de longue date, il crée Cinema Libre Studio, une société proposant un circuit alternatif de production et de distribution de films indépendants, basée à Canoga Park. 
Il passe à la réalisation de long métrage à partir de l'année 2000 avec Nouvel Ordre Mondial (Quelque part en Afrique), un documentaire sélectionné à la Semaine de la critique.

## Filmographie (réalisations)

### Documentaires
- 2001 : Nouvel Ordre Mondial (Quelque part en Afrique)[3], avec la voix de Michel Piccoli
- 2005 : Ron Kovic, 30 years later, doc TV
- 2005 : The Empire in Africa, version anglaise de Nouvel Ordre Mondial[4]
- 2006 : One Country at A Time, doc TV avec John Perkins
- 2007 : Speaking Freely, série doc TV[5]
- 2008 : La Fin de la pauvreté ?, avec la voix de Charles Berling

### Fictions
- 2011 : Now and Later[6] (long-métrage) avec Shari Solanis et Keller Wortham (crédité "James" Wortham)